# Blanquillo (Uruguai)
Blanquillo és una localitat de l'Uruguai, ubicada al departament de Durazno. La seva població, d'acord amb les dades del cens de 1996, és de 1.099 habitants. El poble es troba en una zona ramadera i rica en argila.
| 1963  | 1975  | 1985 | 1996  | 2004    |
| ----- | ----- | ---- | ----- | ------- |
| 1.013 | 1.062 | 987  | 1.099 | {{{5}}} |